# Zoila Riera i Ben
Zoila Riera i Ben (Girona, 20 de gener de 1954) és una política gironina, diputada al Congrés dels Diputats en la VI i VII legislatures.
Diplomada en Filosofia i Lletres i en Ciències de l'Educació, treballà com a agent d'assegurances i fou portaveu del Grup de CiU a l'Ajuntament de Girona i Consellera Nacional de CDC. Fou escollida diputada per la circumscripció de Girona a les eleccions generals espanyoles de 1996 i 2000. Ha estat portaveu de la Comissió de Sanitat i Consum (1996-2004) i Secretària Segona de la Comissió Mixta dels Drets de la Dona (2000-2004).
Ha estat candidata a l'alcaldia de Girona per CiU a les eleccions municipals de 2003. Poc abans de les eleccions municipals de 2007, va ser substituïda per Carles Puigdemont com a cap de llista de CiU a l'Ajuntament de Girona.